# Gau tin jyun neoi
Gau tin jyun neoi is een beroemd Kantonees operastuk. Het is geschreven door Tang Ti-sheng. Hij haalde zijn inspiraties uit de Chinese mythologie Jiutianxuannü. De opera werd in 1959 voor het eerst verfilmd. Hierbij speelden Yam Kim-Fai, Bak Sheut-Sin en Leung Sing-Bor de hoofdrollen. In 1981 werd de opera weer verfilmd, met Mui Shuet-Sin en Lung Gim-Sang in de hoofdrollen.
De opera gaat over de twee geliefde Laang Soeng-Sim en Aai Ging-Long. Zij zijn twee gereïncarneerde goden: Jiutianxuannü en Jiuhuaxianzi.

## Scènes
Het stuk bestaat uit de volgende scènes:
1. De onverwachte ontmoeting (邂逅)
2. Het plukken van de lycheetak (投荔)
3. Het bezoek aan de huwelijksbemiddelaar (拜媒)
4. Het bezoek aan de schoonfamilie (迎親)
5. De bestorming van het huis (闖府)
6. De verbrandingsdood (火殉)
7. De ommekeer (于歸)

In de eerste scène komen de drie hoofdrolspelers elkaar tegen in een Chinese tempel. Laang Soeng-Sim en Aai Ging-Long worden op elkaar verliefd. In de volgende scène weten de twee nog steeds niet van elkaars wederzijdse verliefdheid. Laang Soeng Sim bedenkt een plan om de wederzijdsheid te ontdekken door een gedicht aan de tak van een lycheeboom te hangen.